# Gretsch

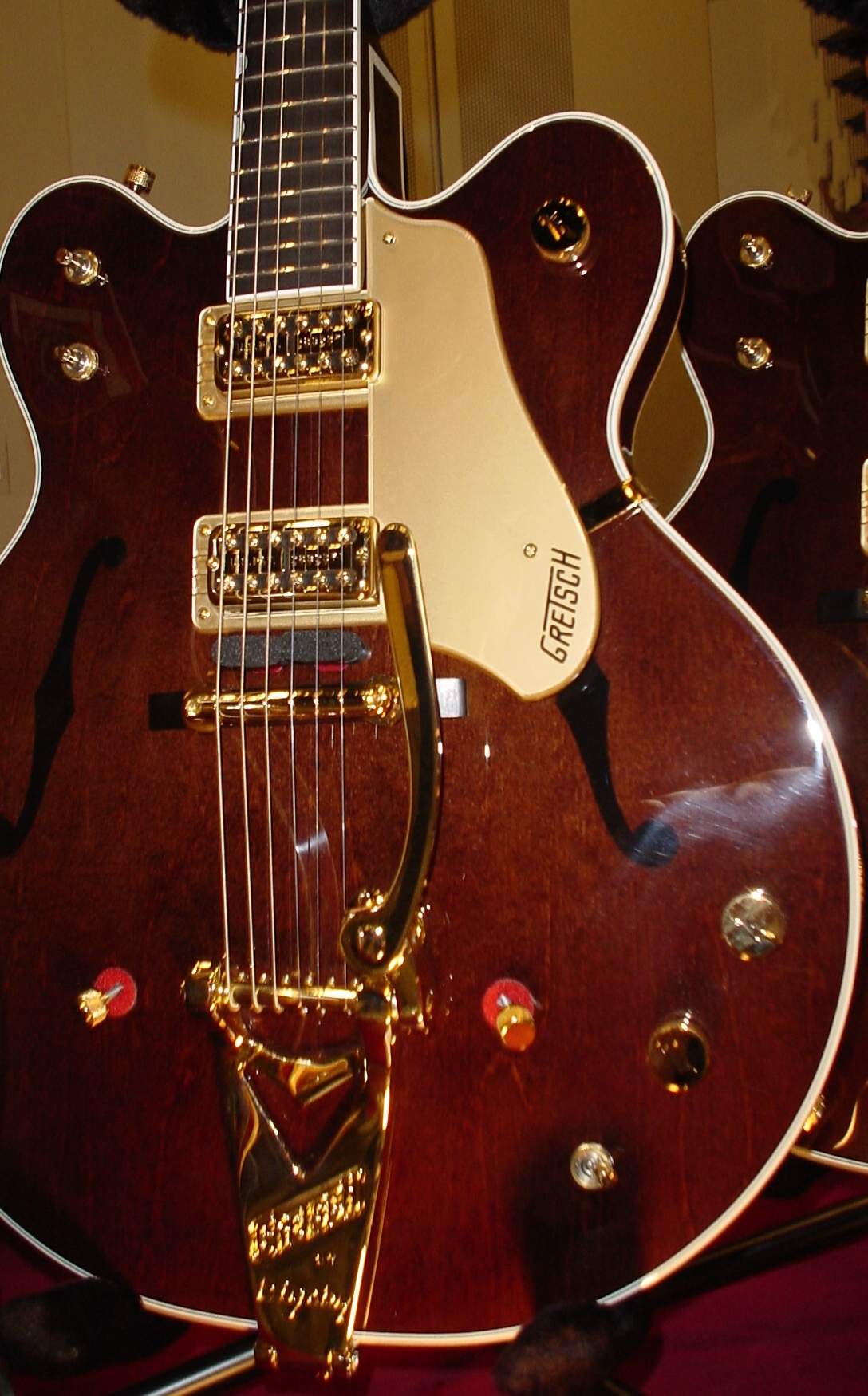
G6122-1962 Chet Atkins Country Gentleman

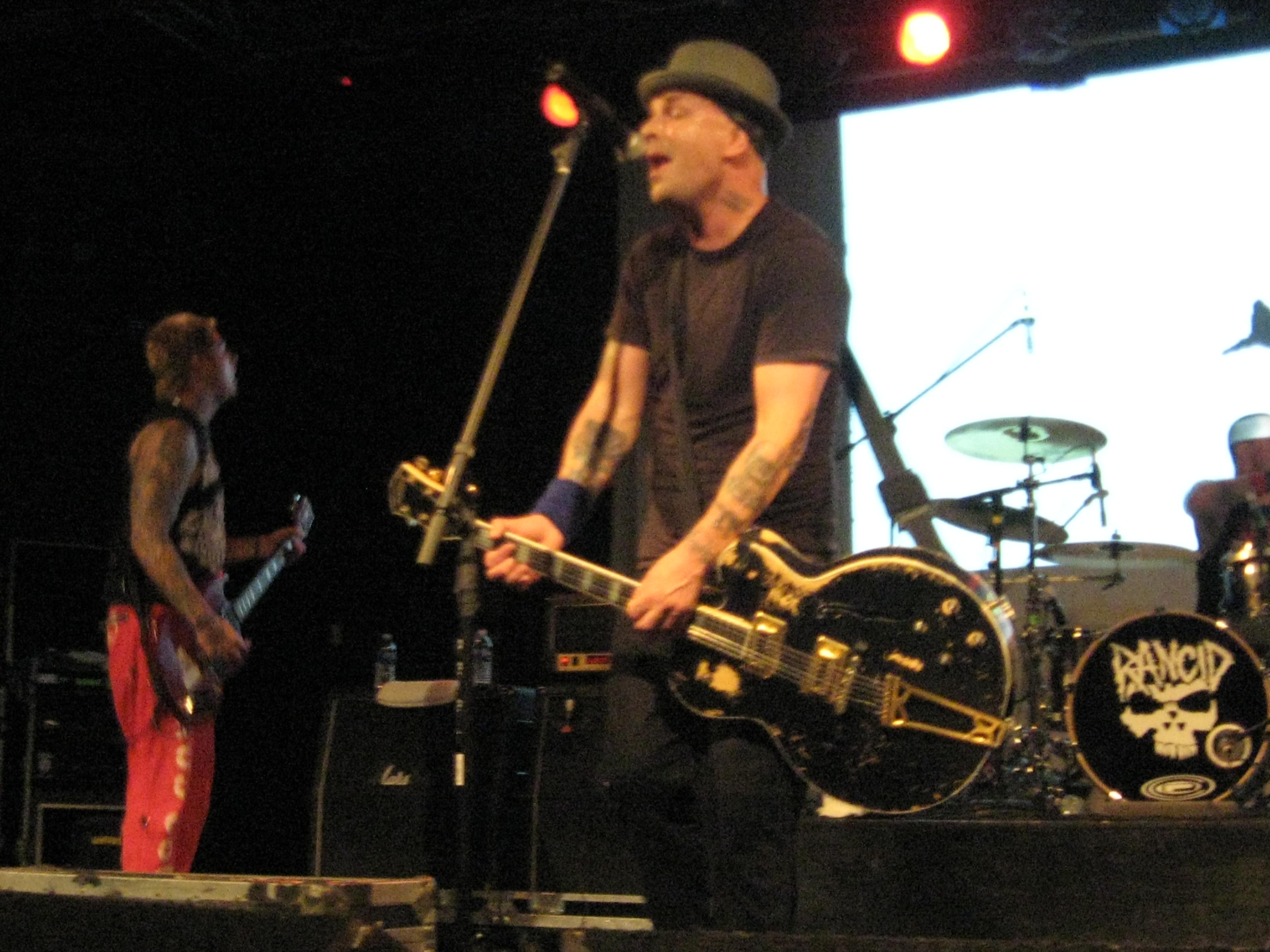
Тим Армстронг с гитарой Gretsch

Gretsch (рус. Гретч) — американская компания, производитель электрогитар, была основана в 1883 году Фредериком Гретчем (Friedrich Gretsch).

## История
Свой первый музыкальный магазин[уточнить] 27-летний немецкий эмигрант Фредерик Гретч открыл в Бруклине. Лавка специализировалась изначально на изготовлении и продаже банджо и ударных инструментов.
Одним из первых гитаристов, кто начал играть на гитарах Гретч, был великий Чет Аткинс, гитары: «Chet Atkins G6119 1959 Tennessean», «G6122-1962 Chet Atkins Country Gentleman».
Также на гитарах Гретч играл Эдди Кокран.
В 1920 году компании Gretsch приписывают изобретение производства барабанных обечаек по технологии многослоевого расслоения дерева. Получаемые 3-слойные кленовые обечайки с 3-слойным укрепляющим кольцом были легче, прочнее и, главное, с большей вероятностью сохраняли круглую форму в отличие от своих однослойных обработанных паром предшественников. 
А в 1926 году Gretsch стала единственной компанией, имеющей лицензию на импорт тарелок K. Zildjian Constantinople и Istanbul cymbals, это был удачный контракт, которым компания Gretsch обладала почти 50 лет
До 1960-х годов компания оставалась семейным предприятием, которое переходило от старшего поколения к более молодым. Тогда наиболее популярным гитаристом, играющим на «Гретче», без сомнения являлся Джордж Харрисон из The Beatles.
В 70-е — 80-е годы компания переживала не самые лучшие времена: в моде был хард-рок, и большинство музыкантов предпочитали гитары других производителей (Малькольм Янг из AC/DC — не в счёт).
Вернуться в «большую игру» гитарам Gretsch своей популярностью помог Брайан Сетцер, большой поклонник данных инструментов, который использовал и использует различные модели этого производителя, как в сольном творчестве, так и в составе «Stray Cats».
Несмотря на то, что «Гретч» в общественном сознании ассоциируются с рокабилли, гитары данной фирмы можно наблюдать и в руках таких музыкантов, как 
Тим Армстронг из Rancid, 
Вадим Красноокий из Mad Heads, 
Николая Ковалёва из Сейфа, 
Роберта Смита из The Cure, 
Мартина Гора из Depeche Mode, 
Боно из U2, 
Патрика Стампа из Fall Out Boy, 
Джека Уайта,
Олега Скрипки из Воплей Водоплясова и т. д. 
Ирландский музыкант Хозиер использует гитару модели Gretsch G5265 Electromatic Jet Baritone.
С 2002 года торговая марка «Gretsch» принадлежит мировому гиганту Fender Musical Instruments Corporation.